# Podspol
Pòdspòl je slovnična lastnost samostalniške besede, ki zajema 2 kategoriji: živost in človeškost.

## Živost
Podspol živosti se kaže v sklanjanju samostalnikov moškega spola v tožilniku ednine. Po kategoriji živosti imajo samostalniki moškega spola v tožilniku enako obliko kot v rodilniku, torej končnico -a, izjemoma -u (Vidim brata/tatu.).
Po kategoriji živosti se sklanjajo samostalniki moškega spola, ki poimenujejo:
- bitja (brat, sosed, Andrej ...),
- bitjeliko (bog, škrat ...).

Živost velja tudi za poimenovanja, ki so enakoglasna z bitji:
- vrste vozil (ford, mercedes ...),
- bolezni (rak ...),
- vrste vin (mariborčan, ljutomerčan ...),
- planeti (Mars - Videti Mars/Marsa.),
- karte (as, pik ...),
- športna društva (Železničar, Partizan ...).

Po kategoriji živosti se lahko v sobesedilu sklanjajo tudi samostalniki moškega spola, ki prvotno poimenujejo neživo stvarnost (Tega klinca bo že še izučilo.)
V otroškem govoru se oblika živosti uporablja zelo široko (Lizati sladoleda.).

## Človeškost
Podspol človeškosti se kaže v zaimenski vrsti kdo (nekdo, nihče ...) nasproti kaj (nekaj, nič ...). Človeškost se ne nanaša le na ljudi (npr. mati, Andrej, Slovenec), temveč na vse človekoliko, kar sebe poimenuje z jaz in je lahko nagovorjeno s ti. Človeškost pri moškem spolu sovseblja tudi slovnično živost.